# Rochefourchat
Rochefourchat je počtem obyvatel nejmenší obec ve Francii. Celá obec sestává z jedné stodoly, domu a zříceného hradu. Podle sčítání z roku 1999 v obci žije jediný stálý obyvatel, rozvedený muž. Nejbližší obec, Pradelle, je vzdálena 4 km.

## Historie
V roce 1178 biskupové z Die vybudovali hrad Rocha Forcha na obranu proti císařům Svaté říši římské. Patřil francouzským šlechticům až do roku 1766, kdy poslední z nich, Rey de Noinville, zemřel. Roku 1796 francouzský obchodník Pierre Jossaud koupil okolní půdu a přejmenoval ji na Rochefourchat. Oblast byla následně děděna až k dnešnímu obyvateli.

## Vývoj počtu obyvatelstva
Počet obyvatel